# Gortyna lipthaii
Gortyna lipthaii är en fjärilsart som beskrevs av Diószeghy 1935. Gortyna lipthaii ingår i släktet Gortyna och familjen nattflyn. Inga underarter finns listade i Catalogue of Life.